# Capa alistana
La Capa Alistana (denominada antiguamente Capa de honras, Capa de chivas o Capa parda) es una indumentaria en forma de capa, de color pardo, empleada tradicionalmente por los hombres de la comarca de Aliste.

## Historia
Su origen es inmemorial, si bien tiene su precedente en el sayo que ya utilizaban las tribus celtas, que en aquella zona eran los astures Zoelas. Los primeros documentos, en el siglo XVII, las menciona como carpas pardas. Como el resto de capas su uso fue regulado socialmente en 1766, por lo que quedó reducido a labores agrícolas y ganaderas (capa de pastor) y fiestas mayores y religiosas (capa de domingo), que eran iguales salvo por los adornos de la segunda. Por aquella época se las pasó a llamar capas de chivas, evocando las chías de los hábitos medievales. Ya en el siglo XX se les pasó a llamar también capas de respeto, similar al término capa de honras utilizada en la parte portuguesa de la frontera.
En la actualidad se pueden ver, entre otras ocasiones, en la procesión del Viernes Santo de Bercianos (Cofradía del Santo Entierro de Bercianos de Aliste, fundada en 1536) y en la Semana Santa de Zamora (Hermandad Penitencial del Santísimo Cristo del Amparo (Zamora), fundada en 1956). En 2013 se constituyó la Asociación para el Estudio y la Promoción de la Capa Parda Alistana de Honras y Respeto (Apeca).

## Características
Se trata de una capa elaborada de un paño de color pardo fabricado con lana de oveja alistana mediante batanes, al compactar varios paños de lana para conseguir uno compactado, sin apenas porosidades, capaz de resistir el frío y la lluvia. La lana original fue sustituida progresivamente por la de Béjar.
Los componentes de la capa son las andillas, el capucha, la esclavina o espejuelo rematada en chiva (posteriormente sustituida por una borla) y la capa sin mangas, que llegaba casi hasta los pies. Existe una capa similar en la parte portuguesa de la frontera denominada capa mirandesa. Suele pesar entre 7 y 8 kilogramos.